# ایستگاه متروی رحمت
ایستگاه رحمت پنجمین ایستگاه خط ۲ متروی شیراز است. این ایستگاه در چهار‌راه زندان در تقاطع بلوار عدالت و بزرگراه رحمت قرار دارد.
این ایستگاه در ۷ اسفند ۱۴۰۲ افتتاح شد.

## مسیرهای ایستگاه
- بلوار عدالت
- بزرگراه رحمت

## محله‌های ایستگاه
- سپاه جنوبی
- بیست متری امام خمینی
- سپاه شمالی
- درکی شیراز
- پارک هاشمی شیراز